# Мытница (Львовская область)
Мы́тница (укр. Митниця) — село в Бродовской городской общине Золочевского района Львовской области Украины. Расположено в 4 км к западу от села Комаровка и в 27 км по автодорогам к северу от города Броды.

## История
Группа домов на границе с Российской империей возникла к середине XIX века в округе Броды края Золочев Галиции.
В 1939 году в присёлке села Корсов гмины Лешнёв Бродовского повята Тарнопольского воеводства Польши проживало около 360 польских колонистов.
В том же году село вошло в состав Львовской области УССР, в 1968 и 1978 годах входило в состав Комаровского сельсовета.
В 1989 году население составляло 87 человек (40 мужчин, 47 женщин).
По переписи 2001 года население составляло 77 человек, все назвали родным языком украинский.
Имеется народный дом общества «Просвита».